# Hyles hippophaes
Hyles hippophaes е вид пеперуда от семейство Sphingidae.

## Разпространение
Този вид е разпространен в Азербайджан, Армения, Афганистан, България, Грузия, Гърция, Ирак, Иран, Испания, Италия, Казахстан, Киргизстан, Китай, Молдова, Монголия, Пакистан, Румъния, Сирия, Словения, Таджикистан, Туркменистан, Турция, Узбекистан, Украйна, Франция и Швейцария.
Регионално е изчезнал в Германия.
- Hyles hippophaes ♂
- Hyles hippophaes ♂ △
- Hyles hippophaes ♀
- Hyles hippophaes ♀ △